# Tiltale
 For alternative betydninger, se Tiltale (flertydig). (Se også artikler, som begynder med Tiltale)
Tiltale er en del af en straffesags forløb.
Efter en anmeldelse, politiets efterforskning og politiets sigtelse kan anklagemyndigheden i Danmark vælge at rejse tiltale mod en sigtet person.
Tiltalen betyder, at et anklageskrift bliver sendt til retten, der derefter kan beramme sagen.
Ved alvorlige anklager er det i Danmark Statsadvokaten der rejser tiltale, mens det i mindre sager er Politidirektøren. I de sidstnævnte sager kan den tiltalte undgå at komme for en dommer ved at betale bøde. Det ses i overtrædelser af Færdselsloven.
I visse tilfælde kan der ske tiltalefrafald.